# Thomas Kinne
Thomas Kinne, född 26 februari 1961 i Niederbieber-Segendorf, nu Neuwied, Rheinland-Pfalz, Tyskland), är en tysk översättare, författare, redaktör, resejournalist, filmexpert, serietidningssamlare och amerikanist. Han blev känd som en deltagare och vinnare av frågesport och lekprogram i tysk och amerikansk TV. Under den fjärde ARD-säsongen av Gefragt – gejagt gick Kinne med i showens jaktlag som ”Quizdoktorn”.

## Karriär
Efter gymnasiet och militärtjänsten studerade Kinne språk, journalistik och film vid Johannes Gutenberg Universiteten i Mainz och vid San Francisco State University i San Francisco. Han fick sin doktorsexamen (fil.dr) i amerikanska studier med en avhandling om Woody Allen. Redan under sina studier började han arbeta som översättare och frilansredaktör för olika TV-stationer och TV-produktionsföretag och dök upp parallellt i TV-lekprogram som kandidat. Han översatte manus från kända tv-serier som Cheers och Hill Street Blues till tyska, och serier, filmer och dokumentärer till engelska.  Kinne blev egenföretagare som översättare i mitten av 1990-talet, och sedan dess har han översatt faktaböcker, till stor del från filmer och tecknad serier. Dessutom skrev eller redigerade han flera reseguider och illustrerade böcker.
Förutom sitt yrke, hanterar Kinne också privat med språk och har en av de största samlingarna av den franska serien Astérix på över 130 språk och dialekter.

## TV
- 1991: Riskant! (först tysk version av Jeopardy!)
- 1992: Tic Tac Toe (tysk version av Tic-Tac-Dough): vinnare (tre gånger)[10]
- 1994: Jeopardy! (andra tysk version): vinnare (fem gånger)[11]
- 1995: Jeopardy! ChampionsCup (turnering av mästare)
- 1996: Jeopardy! Olympic Tournament (original amerikansk version)[12]
- 1996: Jeder gegen jeden (tysk version av 15 to 1)
- 2001: Der Schwächste fliegt (tysk version av The Weakest Link): vinnare[13]
- 2002: Einer gegen 100 (tysk version av Eén tegen 100)
- 2015: Gefragt – gejagt (tysk version av The Chase): vinnare[14]
- 2017: hessenquiz: vinnare
- 2017, 2023: Der Quiz-Champion: vinnare
- 2018: Jackpot-Jäger: ”mästare”[15]
- 2019: Sorry für alles (tysk version av Sorry voor alles)[16]
- sedan 2018: Gefragt – gejagt: ”jägare”[17]
- 2020, 2022, 2023: Quizduell Olymp
- 2021, 2022: Wer weiß denn sowas?[18]
- 2022: Gipfel der Quizgiganten: vinnare[19]
- sedan 2018: Allein gegen alle (tysk version av Beat the Chasers): ”jägare”
- 2022, 2023: Klein gegen Groß – Das unglaubliche Duell
- 2022: Doppelt kocht besser (tysk version av Chéri(e), c'est moi le chef !)

## Böcker (urval)
- Elemente jüdischer Tradition im Werk Woody Allens (”Element av judisk tradition i Woody Allens verk”). Peter Lang, Frankfurt am Main 1996, ISBN 3-631-48530-1.
- „Woody Allen und die Juden: Willkommen im Club“ (”Woody Allen och judarna: Välkommen till klubben”). In: Beate Neumeier (utg.): Jüdische Literatur und Kultur in Großbritannien und den USA nach 1945 (”Judisk litteratur och kultur i Storbritannien och USA efter 1945”). Harrassowitz, Wiesbaden 1998, ISBN 3-447-04108-0.
- Seychellen: Trauminseln im Indischen Ozean (”Seychellerna: Drömöarna i Indiska oceanen”) (med Thomas Haltner, fotograf), Verlagshaus Würzburg, Würzburg 2016, ISBN 978-3-8003-4467-3.
- Seychellen (”Seychellerna”). Gräfe und Unzer, München 2019, ISBN 978-3-8464-0460-7.